# Nototriton brodiei
Nototriton brodiei es una especie de salamandras en la familia Plethodontidae. Habita en el departamento de Izabal en Guatemala y en el adyacente departamento de Cortés (Honduras).
Su hábitat natural son los montanos tropicales o subtropicales y los ríos.
Está amenazada de extinción debido a la destrucción de su hábitat.